# Plaza de la Villa de París
La plaza de la Villa de París, antes plaza del Palacio de Justicia, es un espacio ajardinado del barrio de Justicia, en el distrito centro de la ciudad de Madrid, España. La amplia superficie queda delimitada por las calles del General Castaños, García Gutiérrez y Marqués de la Ensenada. La preside el conjunto arquitectónicamente equilibrado de los edificios del Tribunal Supremo (con su fachada principal) y un lateral de la Audiencia Nacional.

## Historia

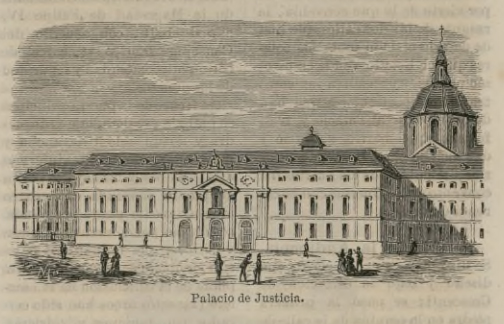
Aspecto de la plaza en 1876, en una ilustración de la Guía de Madrid, manual del madrileño y del forastero.

Antes de urbanizarse como plaza, el lugar estuvo ocupado por el jardín y las huertas del convento de las Salesas, patrocinado por la reina Bárbara de Braganza. Incautado el convento en 1870, el espacio abierto se bautizó como plaza del Palacio de Justicia, acogiendo a su alrededor las sedes de la Audiencia Nacional, el Tribunal Supremo y el Colegio de Abogados de España.
La ensenada se distribuye en dos partes. En su lado sur se encuentra la estatua del rey Fernando VI, procedente de uno de los patios del monasterio y trasladada a la plaza en 1882. La escultura, realizada entre 1750 y 1752 por Juan Domingo Olivieri y tallada en piedra de Colmenar de Oreja, tuvo su emplazamiento original en el Real Sitio de Aranjuez. La parte norte del jardín está presidida por una escultura de Bárbara de Braganza, obra de Mariano Benlliure, siguiendo el estilo de la de su real consorte.
En 1905, tras la visita del presidente de la República francesa Émile Loubet fue rebautizada como plaza de la Villa de París.
En 1976 se proyectó la construcción de un aparcamiento subterráneo bajo su perímetro urbano.

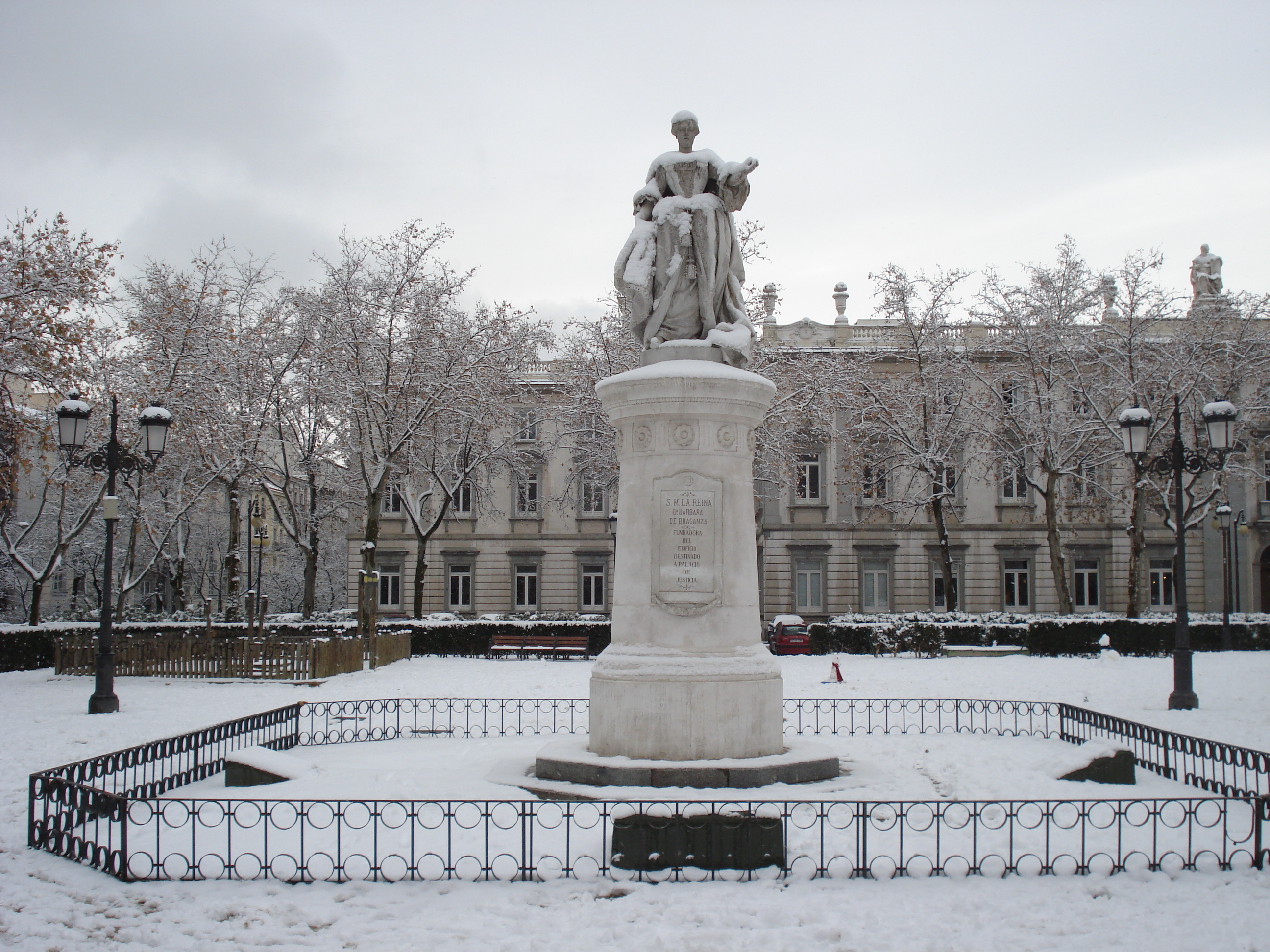
Estatua de Bárbara de Braganza
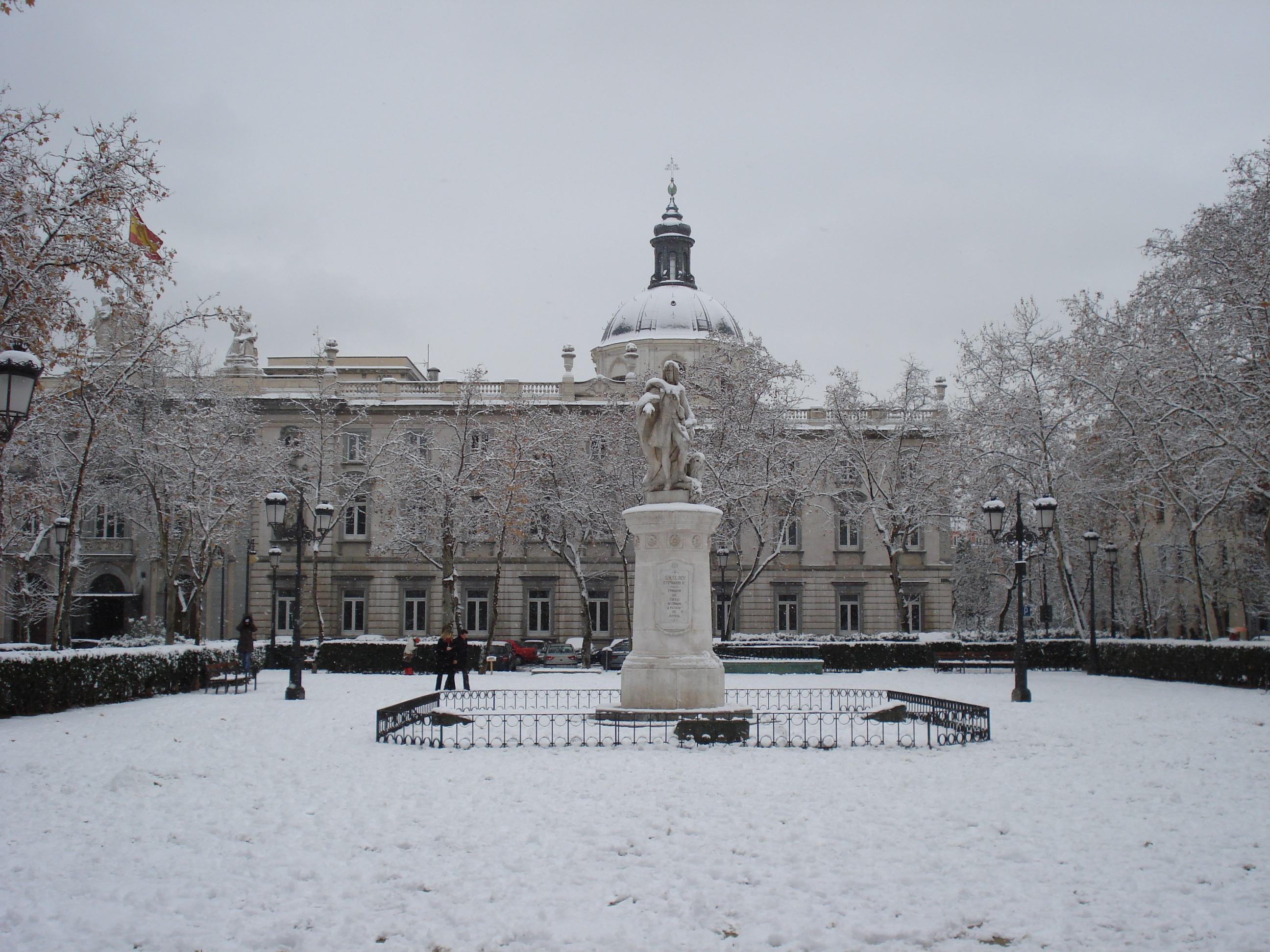
Estatua de Fernando VI